# Радчицька волость
Радчицька во́лость — історична адміністративно-територіальна одиниця Пінського повіту Мінської губернії з центром у селі Радчицьк.
Станом на 1885 рік складалася з 14 поселень, 10 сільських громад. Населення — 7419 осіб (3754 чоловічої статі та 3665 — жіночої), 474 дворових господарства.
У наш час більша частина колишньої Радчицької волості входить до складу Рівненської області, менша — до складу Білорусі.
|                     | Площа, десятин | У тому числі орної, дес. |
| ------------------- | -------------- | ------------------------ |
| Сільських громад    | 15423          | 6634                     |
| Приватної власності | 12898          | 2279                     |
| Іншої власності     | 366            | 182                      |
| Загалом             | 48687          | 9095                     |

Основні поселення волості:
- Радчицьк — колишнє власницьке село, 792 особи, 66 дворів, православна церква, школа. За 6 верст — хутір Руач, винокурний завод, млин.
- Бродниця — колишнє власницьке село, 208 осіб, 16 дворів, православна церква.
- Витчівка — колишнє власницьке село, 804 особи, 86 дворів, православна церква.
- Жолкинь — колишнє власницьке село, 204 особи, 34 двори, православна церква.
- Овсемирово[be] — колишнє власницьке село при річці Стир, 409 осіб, 30 дворів, православна церква.
- Сварицевичі — колишнє власницьке село, 582 особи, 44 двори, православна церква.
- Серники — колишнє власницьке село, 221 особа, 23 двори, православна церква, єврейський молитовний будинок, 4 лавки.
- Умаль — колишнє власницьке село, 172 особи, 15 дворів, православна церква.

## У складі Польщі
Після окупації поляками Полісся волость називали ґміна Радчиськ і включили до Пінського повіту Поліського воєводства Польської республіки. Центром ґміни було село Радчицьк.
1 січня 1923 р. розпорядженням Ради Міністрів Польщі ґміна вилучена з Пінського повіту і включена до Столінського повіту.
Розпорядженням Міністра внутрішніх справ Польщі 23 березня 1928 р. ґміна Радчиск ліквідована і територія поділена між ґмінами:
- Столін — містечко Городно і село Цмень II;
- Плотніца — решта.